# 賛育会病院
社会福祉法人賛育会 賛育会病院（しゃかいふくしほうじんさんいくかい さんいくかいびょういん）は、東京都墨田区太平三丁目にある医療機関。社会福祉法人賛育会が運営するキリスト教系病院である。もともと産院として発足したが、のちに他の診療科も発展して総合病院の承認を受けている。東京都の地域周産期母子医療センター（NICU6床）の機能を有するほか、1998年6月には区東部保健医療圏（墨田区・江東区・江戸川区）の先駆となる緩和ケア病床（22床）を設置している。病院の理念は、「キリスト教の「隣人愛」の精神に基づいた医療・保健活動を行い地域社会に貢献します。」
設置母体である賛育会（墨田区太平三丁目17番8号）は、東京都のほか、長野県、静岡県で病院事業、訪問看護事業、高齢者福祉事業を手がけるほか、指定管理者として墨田区や中央区の特別養護老人ホームの運営を行っている。本項では病院のほか、病院を設置運営する賛育会についても述べる。

## 沿革

### 賛育会の創設
賛育会は1888年5月13日に結成された東京帝国大学学生基督教青年会（東大YMCA）の会員有志によって、1918年に創設された。当時の医療は庶民には手の届かないものであり、東大YMCAは庶民に医療を提供するために、まず1917年に無料診療を行う診療所（青年会医院）を設置した。苦情等で医院の継続が困難になると、当時の東大YMCA理事長で東京帝国大学法科大学教授の吉野作造の指導の下、下層の母子に医療を提供することを目的として妊婦及び乳児の相談所を開くことになった。吉野は病没するまで夫妻で賛育会の活動に参加し、指導的役割を果たした。会については「婦人と小児の保護、保健、救療」を目的として、1918年3月16日に第1回総会を開き、設立を決定したとされるが、実際のところは定かではないようである。会の名称は、初代理事長である木下正中（元東京帝国大学医科大学産科学婦人科学講座教授）が『中庸』の第21章にある「天地ノ化育ヲ賛ク（てんちのかいくをたすく、万物の発育を助けるの意）」からつけた。
賛育会は1918年4月1日に本所区太平町一丁目27番地の古工場を借りて、「賛育会妊婦乳児相談所」を開設した。これが賛育会病院のはじまりとなった。翌1919年8月1日に本所区柳島梅森町55番地（現在の墨田区太平三丁目20番2号）に相談所を移転する形で本所産院が開設された。これは「日本において庶民を対象とする産院の最初」だったという。医務は木下や河田茂（賛育会専務理事）など、経営面は藤田逸男（賛育会専務理事、東大YMCA主事）、吉野作造（賛育会理事）、星島二郎（賛育会理事、弁護士、後に衆議院議長）、片山哲（賛育会理事、弁護士、後に内閣総理大臣）が参画した。
1923年の関東大震災で病院は罹災したが、職員は救護班を設置して救援活動にあたった。しかし、それまで木下の主張などにより原則無料診療であった病院は、それまで経済的に支援してきた木下の病院が同時に焼失したため、自立を要請され、無償の慈善事業から有償の社会事業に転換することになる。

### 法人化と病院規模の拡大
1926年9月10日に法人格を取得し、組織を財団法人に変更。木下が理事長を退き、新理事長に吉野作造が選出された。吉野は「自給自足」を基本方針とした。
1932年10月5日付で『賛育会ニュース』第1号を発行。題字は吉野作造の手によるもので、今日まで変わっていない。この間、1927年5月に東京都荏原郡大井町原（現在の品川区大井）に大井診療所を開設、本所区江東橋（錦糸町駅の南側）にあった錦糸病院の営業を継承し、1929年には砂町診療所を開設する。1930年には「賛育会病院」の本建築が建築家・遠藤新の設計によって竣工するとともに、日本光学工業の社宅の貸与を受けて大井診療所を大井森前町（現在の品川区西大井一丁目）に移転、大井病院に改称して、法人の規模は拡大していった。1936年には賛育会病院を増築して病床数が259となり、1942年には深川区千石町に石島病院を開設している。
しかし、1945年1月に強制疎開のため大井病院が取り壊しを受け閉鎖、1945年3月10日の東京大空襲で残る施設も灰燼に帰し、職員も3名の犠牲者を出した。3月12日に病院屋上で解散式を行い、組織は解散した。

### 戦災からの復興
太平洋戦争の終結後、石島病院の元院長でレイテ島より復員した竹岡秀策により、1946年6月10日に賛育会病院の焼ビルを利用して診療が再開された。翌1947年から東京都や厚生省などの援助により病院の改修工事がはじまり、1951年4月までに修理がほぼ完了した。
この間、賛育会は1946年には長野県上水内郡神郷村（後に豊野町、現在の長野市）に豊野病院、1952年には静岡県小笠郡池新田町（現在の御前崎市）に東海病院を設置して都外に規模を拡大した。1952年5月17日には法人が社会福祉法人に組織変更している。

### 高齢者福祉への展開
賛育会は1964年、東京都町田市に特別養護老人ホーム「清風園」を開設。1970年には長野県豊野町に「豊野清風園」を、1971年には東海病院構内に「東海清風園」を開設し、賛育会は活動の幅を高齢者福祉に広げることになった。齊藤實（元賛育会監事）はこのことについて、「『賛育会』の進むべき方向を社会福祉機関として明示した」とする。1973年の清林ハイツ（町田市）建設に際しては、平林たい子の相続人から多額の遺産の寄付があった。
1970年に現在の病棟（地上7階地下1階）を建設。1988年3月には「賛育会憲章」を制定、懸賞募集によって選ばれた賛育会のシンボルマークと賛育会の歌『愛の賛歌』『賛育会音頭』が披露された。1990年代には墨田区・中央区の複数の老人ホームの運営を受託し、医療面では病院が1990年代後半に地域周産期母子医療センターや緩和ケア病床をもつなどの発展をしつつ、現在に至っている。

### いのちのバスケット
2023年9月28日、2024年度に何らかの事情で親が育てることが困難な子どもを匿名で預かる「赤ちゃんポスト」並びに病院の担当者のみに身元を明かした上で出産する「内密出産」を開始する予定で準備を進めていることを発表。2025年3月31日に日本国内の医療機関では熊本県熊本市の慈恵病院に次いで2例目となる「いのちのバスケット」及び内密出産の運用を開始した。

## 年表
（特に断り書きがない場合、記述は賛育会病院についてのものである）
- 1917年3月14日 - 吉野作造、東京帝国大学学生基督教青年会（東大YMCA）理事長に就任。
- 1918年3月16日 - この日に賛育会が創立されたとされる。
- 1918年4月1日 - 本所区太平町に「妊婦乳児相談所」を開設。
- 1919年8月1日 - 本所区柳島梅森町55番地に「賛育会本所産院」を開設。
- 1923年9月1日 - 関東大震災により建物全壊。
- 1926年9月10日 - 賛育会、財団法人となる。
- 1927年5月2日 - 賛育会大井支部診療所開設。
- 1927年5月28日 - 錦糸病院開院。
- 1929年4月3日 - 砂町診療所開設。
- 1930年2月24日 - 本所区太平町三丁目19番地に賛育会病院の本建築が完成。
- 1932年10月5日 - 『賛育会ニュース』第1号発行。
- 1936年12月28日 - 産科病棟完成。
- 1942年2月10日 - 深川区千石町に石島病院開院。
- 1945年3月10日 - 東京大空襲によりすべての病院が焼失。
- 1946年6月10日 - 賛育会病院の焼ビルを利用して診療を再開。以降、1951年までに順次修復。
- 1946年8月1日 - 豊野診療所を開設。
- 1947年5月 - 豊野診療所が豊野病院となる。
- 1952年4月15日 - 東海病院開設（24日より診療開始）。
- 1952年5月17日 - 賛育会、社会福祉法人に改組。
- 1953年3月30日 - 賛育会病院で生まれた新生児が別の新生児と取り違えられる事故が発生。
- 1957年4月1日 - 賛育会准看護学院発足（1969年に募集休止）。
- 1970年6月 - 地上7階地下1階の新病棟（現在の病棟）が完成。7月1日に披露式。
- 1972年5月22日 - 総合病院の承認を受ける。
- 1972年8月9日 - 産婦人科部長の後任人事をめぐり、医局員7人が辞表を提出、翌日より外来診療がストップするなど一時院内が混乱する。
- 1979年4月1日 - 賛育会助産婦学校開校（2001年3月に閉校）。
- 1985年4月 - 東海病院を診療所化。
- 1988年3月19日 - 70周年記念感謝式典。「賛育会憲章」「賛育会21世紀構想」「賛育会シンボルマーク」「賛育会の歌」が披露される。
- 1997年10月 - 地域周産期母子医療センターの指定を受ける。
- 1998年 - 緩和ケア病床の届出。
- 2008年7月1日 - DPC対象病院となる[20]。

## 歴代理事長
賛育会では任意団体の理事長であった木下正中を初代理事長としている。法人の初代理事長は吉野作造（第2代）、社会福祉法人改組当時の理事長は藤田逸男（第3代）である。。
- 木下正中（1918年3月16日[22] - 1926年）
- 吉野作造（1926年9月10日 - 1933年3月18日、在職中死去）
- 藤田逸男（1933年3月27日 - 1956年12月17日、在職中死去）
- 片山哲（1956年12月29日 - 1972年7月14日）
- 石川正臣（1972年7月 - 1975年10月）
- 駿河敬次郎（1975年10月24日 - 1984年7月31日）
- 河田弘（1984年8月1日 - 1992年6月30日）
- 加美山節（1992年7月1日 - 1998年）
- 徳久俊彦（1998年 - 2004年6月30日）
- 橋本章（2004年7月1日 - 2014年6月30日）
- 小堀洋志（2014年7月1日 - ）

## 診療科・診療部門
- 産科
- 婦人科
- 内科
- 小児科
- 外科
- 整形外科
- 耳鼻咽喉科
- 眼科
- 皮膚科
- 泌尿器科
- 緩和ケア
- 麻酔科
- 看護部
- 診療技術部
- 地域連携室

## 医療機関の指定等
- 保険医療機関
- 救急告示医療機関
- 休日・全夜間診療事業実施医療機関（内科系・外科系）
- 労災保険指定医療機関
- 指定自立支援医療機関（更生医療・育成医療・精神通院医療）
- 生活保護法指定医療機関
- 母体保護法指定医の配置されている医療機関
- 臨床研修指定病院
- DPC対象病院
- 無料低額診療事業実施医療機関
- 地域周産期母子医療センター
- 臍帯血バンク協力病院

## 会計
- 初診時に紹介状がない場合は、保険外併用療養費として1,500円がかかる。
- 会計窓口でクレジットカード・デビットカードの使用が可能である。

## 交通アクセス
- JR東日本総武線ほか錦糸町駅より徒歩8分。
- 京成押上線ほか押上駅より徒歩10分。
- 東武伊勢崎線とうきょうスカイツリー駅より徒歩15分。
- 都営バス都08系統・草24系統・上26系統・錦37系統で太平3丁目下車。

## 賛育会の施設
- 東京清風園（東京都墨田区）
- 清風園（東京都町田市）
- 清林ハイツ（東京都町田市）
- 豊野病院（長野県長野市）
- 豊野清風園（長野県長野市）
- 東海清風園（静岡県御前崎市）
- 東海診療所（静岡県御前崎市）
- ゆたかの（長野県長野市）
- 第二清風園（東京都町田市）
- 相良清風園（静岡県牧之原市）
- 中央区立特別養護老人ホームマイホーム新川（東京都中央区）
- 墨田区立特別養護老人ホームはなみずきホーム（東京都墨田区）
- 墨田区立特別養護老人ホームたちばなホーム（東京都墨田区）
- 賛育会病院附属健康管理クリニック（東京都墨田区）

## 主な関係者
- 鴨下重彦（前病院長、東京大学名誉教授）

## 報道
1953年3月30日に賛育会病院で生まれた新生児が、別の新生児と取り違えられていたという訴訟について報道された
。